# Sidney Godolphin (poète)
Sidney Godolphin, 14 janvier 1610 (baptisé) 8 février 1643, est un poète mineur et un courtisan de Cornouailles qui siège à la Chambre des communes entre 1628 et 1643. Il sert dans l'armée royaliste pendant la première guerre civile anglaise et est tué dans une escarmouche près de Chagford dans le Devon le 8 février 1643.

## Jeunesse
Godolphin est baptisé le 14 janvier 1610, deuxième fils de William Godolphin (1567-1613) de Godolphin House, près de Breage, Cornouailles, et de sa femme, Thomasine (1581-1612). Il a deux frères, Francis (1605-1667) et William (1611-1636), ainsi qu'une sœur, Penelope (1607-1669), qui épouse Charles Berkeley (2e vicomte Fitzhardinge). Il ne s'est jamais marié et n'a pas laissé d'enfants.

## Carrière
Orphelin à l'âge de trois ans, Godolphin hérite des domaines de sa mère dans le Norfolk et a assez d'argent pour vivre de manière indépendante. Il fréquente l'Exeter College d'Oxford de 1624 à 1627, suivi d'une période d'acquisition de la formation juridique de base alors considérée comme essentielle pour les membres de la gentry. Élu avec son frère Francis comme l'un des deux députés de Helston au Parlement de 1628, il n'y joue pas un rôle important avant sa dissolution en 1629, inaugurant onze ans de règne personnel.
Il passe les années suivantes à voyager en France et aux Pays-Bas et, en 1632, il accompagne son parent éloigné Robert Sidney (2e comte de Leicester) lors d'une mission diplomatique au Danemark-Norvège. À son retour en Angleterre, Godolphin s'installe à la cour et fait partie du cercle Great Tew, un groupe d'écrivains et de poètes autour de Lucius Cary, 2e vicomte Falkland. Parmi les autres membres figurent Edward Hyde et le théoricien politique Thomas Hobbes, qui plus tard dédie Léviathan à son frère Francis.

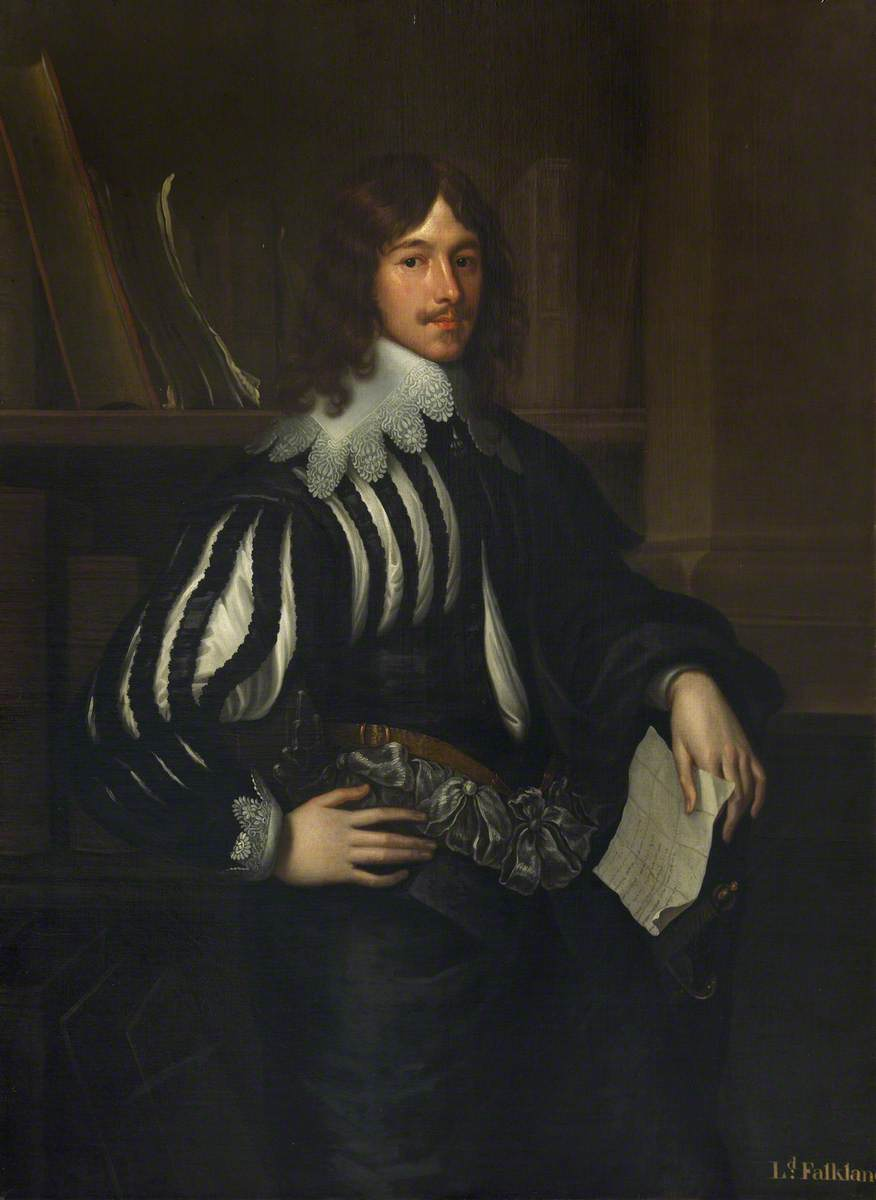
Godolphin faisait partie du cercle Great Tew, dirigé par le royaliste modéré Lucius Cary, 2e vicomte Falkland, également tué en 1643

De 1568 à 1834, la famille Godolphin possède le bail sur les îles Scilly et lorsque son jeune frère William meurt en 1636, Godolphin lui succède comme gouverneur. Pendant les guerres épiscopales en 1639, il sert dans une troupe de cavalerie commandée par Ralph Hopton, bien qu'il n'ait pas participé à l'action. Il est réélu député de Helston à la fois au Court Parlement en avril 1640 et au Long Parlement en novembre.
Il a toujours soutenu la Couronne et en mai 1641 est l'un des 59 députés nommés comme "traîtres de leur pays" pour avoir voté contre le Bill d'attainder pour Strafford. Parmi les autres députés qui votent contre le projet de loi figurent Nicholas Slanning (en), John Trevanion et John Arundel, qui sont tous tués plus tard en combattant pour les royalistes. La plupart des députés royalistes se retirent en avril 1642, mais Godolphin reste jusqu'à juste avant le début de la première guerre civile anglaise en août.
Il refuse une commission d'officier et sert à la place comme soldat dans l'armée royaliste de l'Ouest commandée par Ralph Hopton, bien que, selon Clarendon, ses conseils aient été très appréciés malgré son manque d'expérience militaire. Il combat à Braddock Down en janvier, une victoire qui assure la Cornouailles à Charles Ier et permet à Hopton de traverser la rivière Tamar dans le Devon. Godolphin fait partie d'un groupe de reconnaissance dirigé par John Berkeley pris en embuscade par les troupes parlementaires alors qu'il traverse la ville de Chagford. Au cours de l'escarmouche, il est abattu et tué.
Il est enterré deux jours dans le chœur de l'église All Saints de l'église d'Okehampton le 10 février 1643.

## Poèmes
Godolphin laisse des poèmes qui n'ont jamais été rassemblés dans un volume séparé. " La Passion de Didon pour Enée, telle qu'elle est incomparablement exprimée dans le quatrième livre de Virgile", achevée par Edmund Waller, est publiée en 1658 et 1679, et se trouve dans le quatrième volume de John Dryden Miscellany Poems. Il fait partie de « certaines personnes de qualité » dont la traduction de La Mort de Pompée de Pierre Corneille est publiée en 1664. Une chanson se trouve dans les Specimens of the Early English Poets de George Ellis et une autre dans le Tixall Poetry. D'autres poèmes manuscrits se trouvent dans le Harleian MSS. (6917) et le Malone MSS. à la bibliothèque Bodléienne. Son élégie sur John Donne est incluse dans la deuxième édition de la poésie rassemblée du poète (1635)  et des vers élogieux de lui sont préfixés à la Paraphrase de Sandys (1638), et une "Épitaphe sur la Dame Riche" est dans les Funérailles cordiales de John Gauden (1658).